# Miedo al éxito
En computación, el antipatrón de diseño Fear of success o Miedo al éxito ocurre cuando un proyecto que está a punto de terminarse es abandonado o retrasado por temor al impacto que su culminación pueda tener.
Un ejemplo de ello ocurre cuando un módulo de un sistema está listo para entregarse en una organización en donde el entregar resultados fuera del tiempo estimado se percibe como falta de planificación o falta de integración a los grupos de trabajo. La entrega del módulo podría entonces retrasarse para evitar el destacarse del grupo.
Otro ejemplo se presenta cuando se utiliza un control de versiones con reserva de archivos (al estilo CVS) de manera que al reservar por largo tiempo archivos se puede entorpecer la tarea de otros, haciéndolos lucir como menos competentes o con miedo al éxito.
Las soluciones a este patrón vienen por el cambio de comportamiento en los grupos de trabajo, de manera de asegurarse que los mejores resultados sean efectivamente valorados.